# Gilbert Brulé
Gilbert Brulé (ur. 1 stycznia 1987 w Edmonton) – kanadyjski hokeista, reprezentant Kanady, olimpijczyk.

## Kariera
- North Shore WC U15 A1 (2001/2002)
- Quesnel Millionaires (2002-2003)
- Vancouver Giants (2003-2006)
- Columbus Blue Jackets (2005, 2006-2008)
- Syracuse Crunch (2007-2008)
- Edmonton Oilers (2008-2011)
  -  Springfield Falcons (2008/2009)
- Oklahoma City Barons (2011)
- Phoenix Coyotes (2012)
- ZSC Lions (2012)
- Phoenix Coyotes (2013)
- Portland Pirates (2013/2014)
- Awtomobilist Jekaterynburg (2014-2015)
- KHL Medveščak Zagrzeb (2015-2016)
- Nieftiechimik Niżniekamsk (2016-2017)
- Traktor Czelabińsk (2017)
- Kunlun Red Star (2017-2018)
- Sibir Nowosybirsk (2018-2019)
- Kunlun Red Star (2019-2020)
- Re-Plast Unia Oświęcim (2021)

Wychowanek North Shore Winter Club MHA. Przez rok grał w British Columbia Hockey League (BCHL), a następnie w kanadyjskich rozgrywkach juniorskich WHL w strukturze CHL, do których został wybrany w WHL Bantam Draft 2002 z numerem 1. W tym okresie w drafcie NHL z 2005 został wybrany przez Columbus Blue Jackets z numerem 6. W barwach tego zespołu grał od sezonu NHL (2005/2006). Od 2008 przez trzy sezony był zawodnikiem Edmonton Oilers w rodzinnym mieście. Od stycznia 2012 był zawodnikiem Phoenix Coyotes, w barwach którego grał w trzech edycjach NHL. W międzyczasie, w związku z lokautem ogłoszonym w sezonie NHL (2012/2013) w sierpniu 2012 został zawodnikiem szwajcarskiej drużyny ZSC Lions, skąd odszedł w drugiej połowie października 2012.
W maju 2014 został zawodnikiem rosyjskiego klubu Awtomobilist Jekaterynburg w rozgrywkach KHL. W połowie 2015 przeszedł do chorwackiego zespołu KHL Medveščak Zagrzeb, także występującego w KHL, gdzie rok potem przedłużył kontrakt. W październiku 2016 został przetransferowany do Nieftiechimika Niżniekamsk. Stamtąd w lipcu 2017 przeszedł do Traktora Czelabińsk. We wrześniu 2017 został przekazany do chińskiej drużyny Kunlun Red Star, także grającej w KHL, w której rozegrał sezon KHL (2017/2018). W październiku 2018 podpisał kontrakt z Sibirem Nowosybirsk. W maju 2019 ponownie dołączył do Kunluna. Na początku sezonu 2020/2021 nie występował, a pod koniec grudnia 2020 pozostawał drugim najskuteczniejszym zawodnikiem w historii chińskiego klubu (55 punktów). Na początku stycznia 2021 ogłoszono jego transfer do polskiego klubu Re-Plast Unia Oświęcim (na krótko przed tym do tej drużyny dołączył Victor Bartley, z którym Brulé wcześniej razem grał w Kunlunie). Po sezonie 2020/2021 odszedł z klubu.
W barwach zespołu Canada Pacific uczestniczył w turnieju mistrzostw świata juniorów do lat 17 edycji 2004. W barwach seniorskiej reprezentacji brał udział w turnieju zimowych igrzysk olimpijskich 2018.

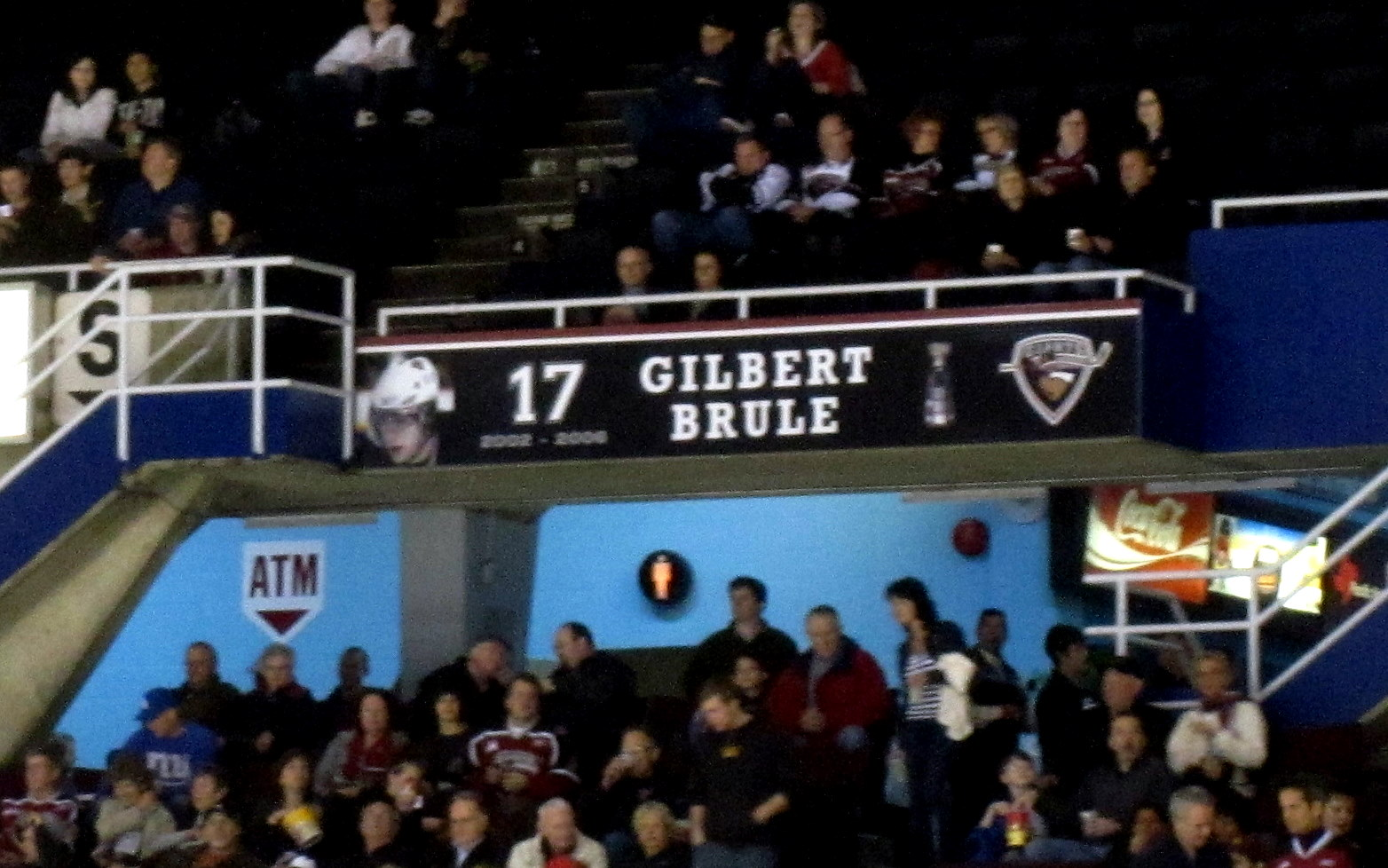
Upamiętnienie Gilberta Brulé przez klub Vancouver Giants w hali Pacific Coliseum (2011)

## Sukcesy
Reprezentacyjne
- Srebrny medal mistrzostw świata juniorów do lat 17: 2004
- Brązowy medal zimowych igrzysk olimpijskich: 2018

Klubowe
- Mistrzostwo Dywizji B. C. w sezonie zasadniczym WHL: 2006 z Vancouver Giants
- Mistrzostwo Konferencji Zachodniej w sezonie zasadniczym WHL: 2006 z Vancouver Giants
- Ed Chynoweth Cup – mistrzostwo WHL: 2006 z Vancouver Giants
- Finał Pucharu Polski: 2021 z Unią Oświęcim

Indywidualne
- BCHL Interior 2002/2003:
  - Najlepszy pierwszoroczniak sezonu
- Mistrzostwa świata do lat 17 w 2004:
  - Pierwsze miejsce w klasyfikacji strzelców turnieju: 8 goli
  - Pierwsze miejsce w klasyfikacji kanadyjskiej turnieju: 13 punktów
- WHL i CHL 2003/2004:
  - Jim Piggott Memorial Trophy - najlepszy pierwszoroczniak sezonu WHL
  - Skład gwiazd pierwszoroczniaków CHL
- WHL i CHL 2004/2005:
  - Piąte miejsce w klasyfikacji strzelców w sezonie zasadniczym: 39 goli[17]
  - Ósme miejsce w klasyfikacji asystentów w sezonie zasadniczym: 48 asyst[18]
  - Trzecie miejsce w klasyfikacji kanadyjskiej w sezonie zasadniczym: 87 punktów[19]
  - Pierwszy skład gwiazd WHL (Zachód)
  - Daryl K. Seaman Trophy - najlepszy scholastyczny zawodnik sezonu WHL
  - CHL Top Prospects Game
  - Najlepszy scholastyczny zawodnik sezonu CHL
  - Drugi skład gwiazd CHL
- WHL 2005/2006:
  - Pierwsze miejsce w klasyfikacji strzelców w fazie play-off: 16 goli[20]
  - Trzecie miejsce w klasyfikacji asystentów w fazie play-off: 14 asyst[21]
  - Pierwsze miejsce w klasyfikacji kanadyjskiej w fazie play-off: 30 punktów[22]
  - MVP w fazie play-off Western Hockey League
- Memorial Cup 2006:
  - Pierwsze miejsce w klasyfikacji strzelców turnieju: 6 goli
  - Pierwsze miejsce w klasyfikacji asystentów turnieju: 6 asyst
  - Pierwsze miejsce w klasyfikacji kanadyjskiej turnieju: 12 punktów (Ed Chynoweth Trophy)
  - Skład gwiazd turnieju
- KHL (2016/2017):
  - Najlepszy napastnik tygodnia - 20 listopada 2016[23]